# Рядухой
Рядухой (рос. Рядухой) — село у Шатойському районі Чечні Російської Федерації.
Населення становить 269 осіб. Входить до складу муніципального утворення Борзойське сільське поселення.

## Історія
Згідно із законом від 20 лютого 2009 року органом місцевого самоврядування є Борзойське сільське поселення.

## Населення
| 1990 | 2002 | 2010 |
| ---- | ---- | ---- |
| 140  | ↗233 | ↗269 |